# إسحاق بن عمران
إسحاق بن عمران ( ؟؟؟ م - 932 م )طبيب مشهور وعالم مذكور ويعرف بلقب «سم ساعة» وقال سليمان ابن حسان المعروف بابن جلجل أن إسحاق بن عمران مسلم النحلة، بغدادي الأصل. رحل إلى إفريقية في دولة زيادة اللّه بن الأغلب التميمي (حكم 290- 304هـ) بأمر منه وأعطاه شروطاً ثلاثة لم يف بواحد منها، كما بعث إليه عند وروده عليه راحلة أقلته وألف دينار لنفقته، وكتاب أمان بخط الأمير نفسه فيه أنه متى طلب الرجوع إلى وطنه مكّنه من ذلك. فشهر الطب في المغرب وعرفت عنه الفلسفة.
كان إسحاق
كان إسحاق يحضر أكل زيادة اللّه فإذا حضرت الأطعمة قال له كل هذا ودع هذا حتى ورد على الأمير طبيب يهودي من الأندلس. فلما كان يسمع إسحاق يأمر الأمير بالامتناع عن بعض المآكل كان يزعم أن ذلك تشديدا منه عليه. وكان بزيادة اللّه علة ضيق النفس فقدم بين يديه لبن مريب فهم بأكله فنهاه إسحاق ولكن الإسرائيلي سهله عليه فأكل منه فعرض له بالليل ضيق النفس حتى أشرف على الهلاك فأرسل إلى إسحاق وطلب إليه علاجا فقال ليس له عندي علاج فقد نهيته عن أكله فلم ينتهِ، فعرضوا عليه خمسمائة دينار حتى بلغ الألف. فبذلوا له ألف دينار على أن يعالجه فقبل وأمرهم بإحضار الثلج وأمره بالأكل منه حتى تملأ ثم قيأه فخرج جميع اللبن وقد تجبن. فقال إسحاق أيها الأمير لو دخل هذا اللبن إلى أنابيب رئتيك ولحج فيها أهلكك بضيق النفس ولكني أجهدته وأخرجته قبل وصوله. فقال زيادة اللّه باع إسحاق روحي في البدء، اقطعوا رزقه. فلما قطعوه خرج إلى موضع فسيح من رحاب القيروان ووضع هنالك كرسيا ودواة وقراطيس فكان يكتب الصفات كل يوم بدنانير فقيل لزيادة اللّه عرضت لإسحق الغني فأمر بسجنه فتبعه الناس هنالك ثم أخرجه بالليل وكانت له معه أمور تدل على سخف رأي الأمير وضيق عقله، ثم حنق عليه فأمر بفصده في ذراعيه معا فسال دمه ومات. ثم أمر به فصلب ومكث مصلوبا زمانا طويلا حتى عشش في جوفه طائر. قيل لما أمر بفصده قال له إسحاق إنك لتدعى سيد العرب وما أنت لها بسيد ولقد سقيتك منذ دهر دواء ليفعلن في عقلك. فأثر في الأمير هذا الكلام فتمخل ومات.

## مؤلفاته
لاسحاق بن عمران مؤلفات منها كتابه المعروف بنزهة النفس، وكتابه في داء الماليخوليا لم يسبق مثله وهو الكتاب الوحيد الذي بلغنا، وكتابه في الفصد، وكتاب في النبض. وله أيضاً كتاب الأدوية المفردة، كتاب العنصر والتمام في الطب، مقالة في الاستسقاء، مقالة وجيزة كتب بها إلى سعيد بن توفيل المتطبب في الإبانة عن الأشياء التي يقال أنها تشفي السقام، وفيها يكون البرء، مما أراد إتحافه به من نوادر الطب ولطائف الحكمة، مقالة في علل القولنج وأنواعه وشرح أدويته وهي الرسالة التي كتب بها إلى العباس وكيل إبراهيم بن الأغلب، كتاب في البول من كلام ابقراط وجالينوس وغيرهما، كتاب جمع فيه أقاويل جالينوس في الشراب، مسائل له مجموعة في الشراب على معنى ما ذهب إليه ابقراط وجالينوس في المقالة الثالثة من كتاب تدبير الأمراض الحادة وما ذكر فيها من الخمر، كلام له في بياض المعدة ورسوب البول وبياض المني.